# Geraldine Brooks (écrivain)
Pour les articles homonymes, voir Brooks et Geraldine Brooks.
Œuvres principales
- La Solitude du docteur March

Geraldine Brooks, née le 14 septembre 1955 à Sydney, est une journaliste et écrivaine australienne. En 2006, elle est lauréate du prix Pulitzer de la fiction pour son roman March. Ses romans Caleb's Crossing, Horse et People of the Book sont tous deux des best-sellers du New York Times. Year of Wonders et People of The Book sont des best-sellers internationaux, traduits dans plus de 25 langues.

## Biographie

### Enfance et formation
Elle grandit dans la banlieue ouest de Sydney. Dès son enfance, elle souhaite être écrivaine. 
Elle débute comme journaliste au Sydney Morning Herald. En 1982, elle obtient une bourse pour suivre le programme de master en journalisme de l'université Columbia de New York.

### Carrière

#### Journalisme
Après ses études, elle couvre pour The Wall Street Journal les crises du Moyen-Orient, de l'Afrique et des Balkans. Elle enquête notamment sur les méfaits de Shell Oil dans le delta du Niger. Arrêtée par le régime militaire de Sani Abacha, elle décide de mettre fin à sa carrière journalistique. Elle aura passé plus de dix ans dans le journalisme.  

#### Littérature
Year of wonder, son premier roman, raconte l'histoire vraie d'un village du Derbyshire, en Angleterre, pendant la peste bubonique. L'histoire est racontée du point de vue d'Anna, une jeune veuve et mère de famille, récemment embauchée par un pasteur et sa femme. Le pasteur convainc le village de s'isoler du monde extérieur et d'attendre la fin de la peste, mais la décision se retourne contre lui et la communauté est décimée par la maladie. L'inspiration lui est venue par hasard, en découvrant lors d'une randonnée la tombe de l'épouse du pasteur local, morte de la peste.
En 2006, elle reçoit le prix Pulitzer de la fiction pour son roman March. Il s'agit d'une extension du monde créé par Louisa May Alcott dans Les Quatre Filles du Docteur March. Le patriarche March, après avoir survécu à la guerre civile américaine, est au premier plan dans le roman de Geraldine Brooks qui explore les conséquences du conflit sur son mariage et son caractère.
En 2008 sort People of the book. Il raconte l'histoire d'Hanna Heath, une restauratrice de livres rares, qui, tard dans la nuit à Sydney, reçoit un appel téléphonique. La Haggadah de Sarajevo, qui avait disparu pendant le siège de 1992, a été retrouvé et Hanna est invitée par l'ONU à rendre compte de son état. « Brooks est une romancière trop douée pour s'étendre sur ses messages politiques, mais sa description de la Haggadah réunissant juifs, chrétiens et musulmans ne pourrait être plus actuelle. Son don pour raconter des histoires est, heureusement, intemporel » peut-on lire dans Publishers weekly.
En 2011, elle publie Caleb’s Crossing, qui raconte l’histoire de Caleb Cheeshahteaumauk, membre de la tribu Wampanoag de Martha’s Vineyard, que l'autrice découvre pour la première fois sur une carte indiquant le lieu de naissance du premier diplômé amérindien de Harvard. Le roman est raconté par Bethia Mayfield, la fille d’un pasteur, et évoque un chapitre peu connu de l’histoire de Harvard : la création d’un collège indien. Comme ses ouvrages précédents, Caleb’s Crossing s’inspire largement des archives historiques. Elle commence à faire des recherches sur le roman alors qu’elle est chercheuse au Radcliffe Institute.  
La même année, elle présente les conférences Boyer en Australie, publiées plus tard sous le titre The Idea of Home.
En 2016, elle est nommée Officier de l’Ordre d’Australie pour ses services à la littérature,. Cette année-là, elle signe une déclaration aux côtés de plus de 450 écrivains dans laquelle ils « s’opposent, sans équivoque, à la candidature de Donald J. Trump à la présidence des États-Unis ».
En 2022, passionnée de cheval depuis ses cinquante ans, elle publie Horse, un roman qui s'inspire de l'histoire réelle de Lexington, le cheval le plus titré de l’histoire des courses américaines de l'époque de la guerre civile,,. L'idée du roman lui vient lorsqu'elle apprend que son squelette est transféré de la Smithsonian Institution à un musée du Kentucky. Le roman explore l'art et la science, l'amour et l'obsession, ainsi que le combat inachevé de l'Amérique contre le racisme. Le livre obtient le prix Dr Tony Ryan Book. Il reste également dix semaines sur la liste des best-sellers du New York Times.
Elle est également l'auteure des ouvrages de non-fiction remarqués, Nine Parts of Desire et Foreign Correspondence. Le premier est un récit d'histoires personnelles de femmes dans les pays islamiques, qu'elles soient issues de la royauté ou pauvres. Le second raconte les correspondances que l'auteure a réalisées enfant en échangeant des lettres avec des correspondants du monde entier. À l'âge adulte, elle décide de retrouver chacun de ses correspondants et doit affronter la dissonance entre son imaginaire d'enfance exotique et ce qu'elle comprend, avec l'âge, des trajectoires difficiles que ces personnes ont eu à vivre.

### Vie privée
Elle est l'épouse du journaliste Tony Horwitz, qui a remporté le prix Pulitzer en 1995 pour un reportage du Wall Street Journal. Ce dernier décède d'une crise cardiaque en 2019, à l'âge de soixante ans, à Washington,,.
Elle partage son temps entre Sydney et Martha's Vineyard dans le Massachusetts, et a deux fils, Nathaniel et Bizu,,.

## Publications
- Les Femmes dans l'islam : un monde caché, [« Nine Parts of Desire: The Hidden World of Islamic Women », 1994], trad. de Jacqueline Lahana, Paris, Éditions Belfond, coll. « Littérature étrangère », 1995, 323 p.  (ISBN 2-7144-3248-4)
- 1666, [« Year of wonder », 2003], trad. d'Élie Robert-Nicoud, Paris, Éditions Calmann-Lévy, 2003, 234 p.  (ISBN 2-7021-3347-9)
- Le Livre d'Hanna, [« People of the book », 2008], trad. d'Anne Rabinovitch, Paris, Éditions Belfond, coll. « Littérature étrangère », 2008, 413 p.  (ISBN 978-2-7144-4468-4)[17]
- La Solitude du docteur March, [« March », 2005], trad. d'Isabelle D. Philippe, Paris, Éditions Belfond, coll. « Littérature étrangère », 2010, 348 p.  (ISBN 978-2-7144-4587-2)[18]

- Prix Pulitzer de la fiction 2006
- L’Autre Rive du monde, [« Caleb's crossing », 2011], trad. d'Anne Rabinovitch, Paris, Éditions Belfond, coll. « Littérature étrangère », 2012, 372 p.  (ISBN 978-2-7144-5128-6)
- Horse, 2022